# Йохан II фон Хоенфелс
Йохан/ Йоханес II (III) фон Хоенфелс (на немски: Johann/Johannes II (III) von Hohenfels; * 1518; † между 13 март 1573 и 24 юни 1573) е господар на замък Хоенфелс в Баден-Вюртемберг и на господствата Райполтскирхен в Рейнланд-Пфалц и Риксинген, Франция.

## Произход и наследство
Той е единственият син на Волфганг фон Хоенфелс († 1538) и съпругата му Катарина фон Раполтщайн († 1519), дъщеря на Вилхелм II фон Раполтщайн († 1547) и Маргарета фон Цвайбрюкен-Бич-Лихтенберг († 1505), дъщеря на граф Симон VII Векер фон Цвайбрюкен-Бич (1446 – 1499) и наследничката Елизабет фон Лихтенберг-Лихтенау (1444 – 1495). Внук е на Йохан I фон Хоенфелс († 1516) и Валпурга фон Лайнинген-Риксинген († сл. 1492).
Фамилията фон Хоенфелс е странична линия на господарите фон Боланден. Резиденцията е водният замък Райполтскирхен. Родът фон Хоенфелс измирапрез 1602 г. с Йохан III (внук на Йохан II). Според завещание от 1603 г. чрез графиня Амалия фон Даун-Фалкенщайн, майка на последния Хоенфелс, замъкът отива след нейната смърт през 1608 г. на братята ѝ Емих и Себастиан, графове фон Даун-Фалкенщайн. Имперското господство Райполтскирхен съществува до 1792 г.

## Фамилия
Първи брак: на 30 август 1538 г. с Катарина фон Насау-Висбаден-Идщайн (* 1515; † 1540), дъщеря на граф Филип I фон Насау-Висбаден-Идщайн († 1558) и съпругата му Адриана де Глимес († 1524). Те имат две деца:
- Клаудия фон Хоенфелс († 1582), омъжена I. на 1 юни 1561 г. в Риксинген, Франция, за граф Лотар фон Йотинген († 1566), II. 1569 г. за брат му граф Лудвиг XVI фон Йотинген-Йотинген († 1569); III. сл. 1573 г. за Йозеф Цвик
- Волфганг Филип фон Хоенфелс (* ок. 1539; † 1575), господар на Райполтскирхен, женен ок. 1568 г. за графиня Амалия фон Даун-Фалкенщайн († 1608), дъщеря на граф Йохан фон Даун-Фалкенщайн († 1579) и Урсула фон Залм-Кирбург († 1601)

Втори брак: на 29 юни 1542 г. в Йотинген, Швабия, с графиня Мария Сидония фон Йотинген-Йотинген († 27 ноември 1596), дъщеря на граф Лудвиг XV фон Йотинген-Йотинген († 1557) и графиня Мария Салома фон Хоенцолерн-Хайгерлох († 1548). Бракът е бездетен.